# Ture Tideblad

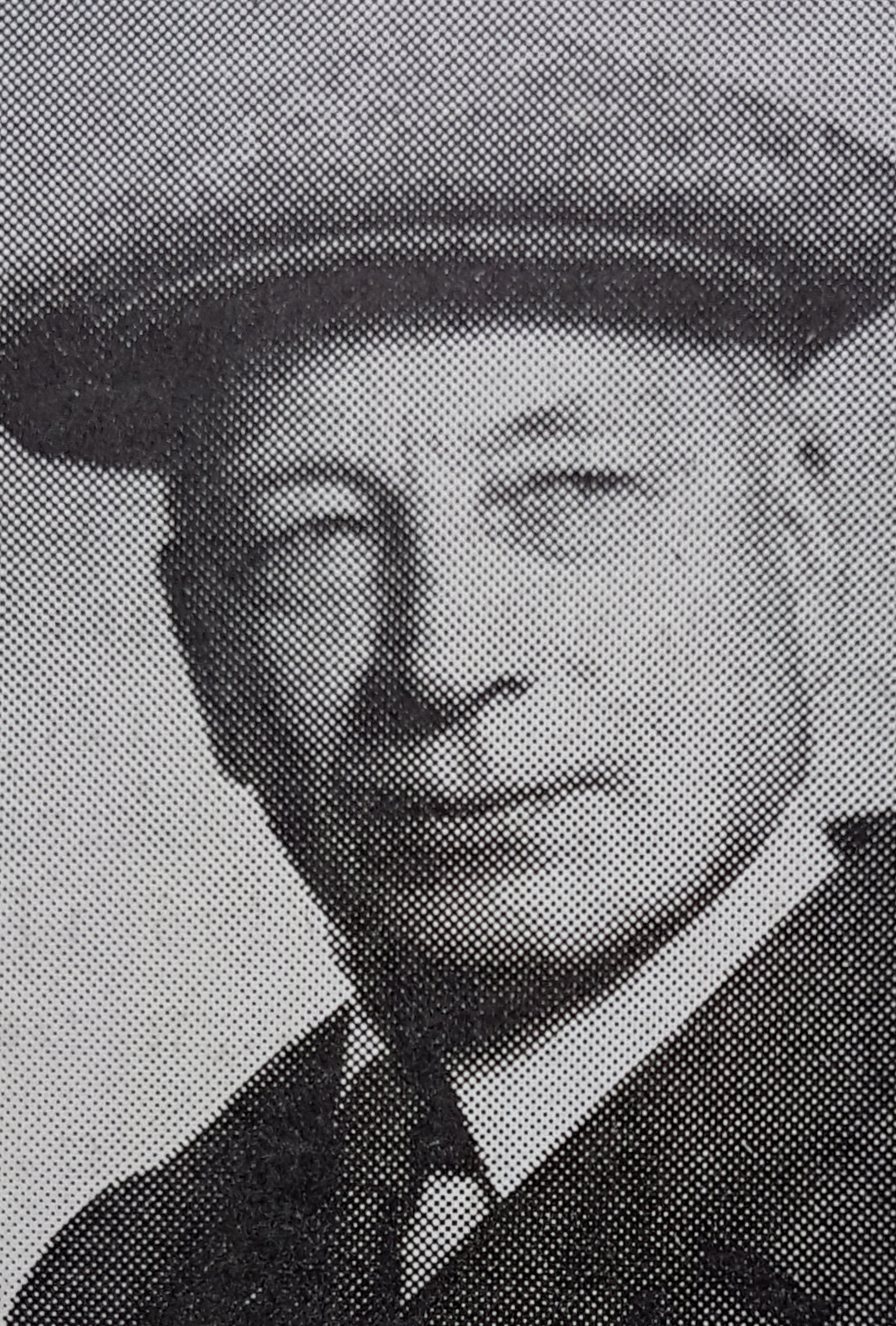
Ture Tideblad.

Johan Adolf Ture Tideblad, född 28 april 1889 i Stockholm, död 5 april 1967 i Stockholm, var en svensk målare, tecknare, grafiker och konsthantverkare. 

## Biografi

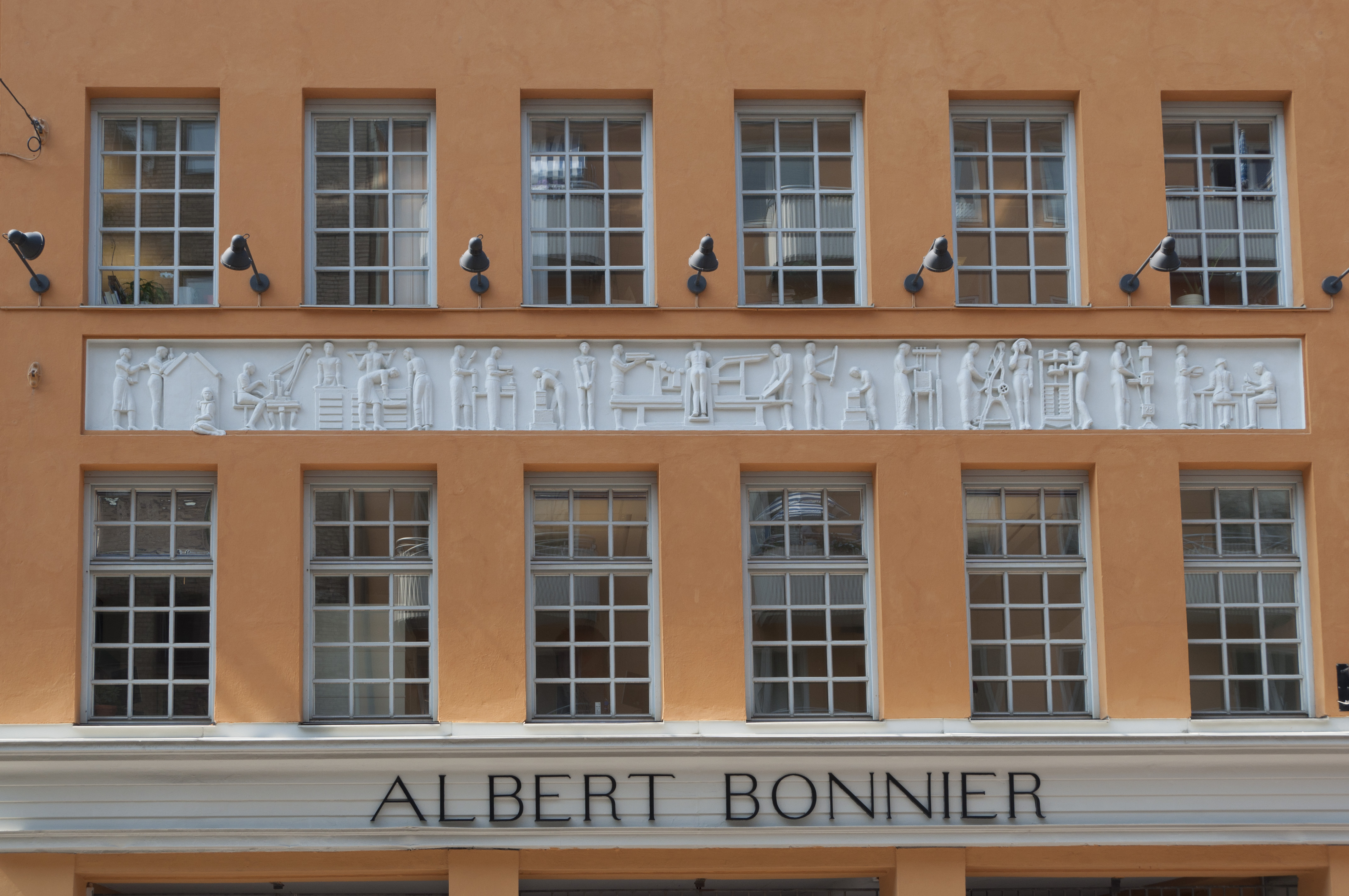
Fris med stuckaturreliefer på Bonnierhuset mot Luntmakargatan, Stockholm. Byggnaden ligger även utmed Sveavägen och den är minnesmärkt.

Ture Tideblad var son till industriarbetaren Johan Nilsson och Mathilda Svensson och från 1930 gift med Aina Lindblom. Tideblad studerade vid Althins målarskola och därefter för Emerik Stenberg och Gottfrid Kallstenius vid Kungliga konsthögskolan 1911–1913 och 1916–1917. Under en halvårslång vistelse i Paris 1914 studerade han vid Académie Colarossi och Le Fauconniers La Palette. Efter sina studier gjorde han studieresor till bland annat Tyskland, Schweiz, Italien och Spanien. Han var under en period 1923 frekvent gäst hos Smedsuddskolonin, men deltog inte aktivt i gruppens ateljéverksamhet och han tog inte några djupare intryck av gruppens naivistiska stil.
I tävlingen om utsmyckningen av vigselrummet på Stockholms rådhus 1912–1913 segrade hans förslag, men av olika skäl utfördes det inte utan en ny tävling utlystes där Tideblad inte deltog. Han deltog senare i flera offentliga utsmyckningstävlingar och ett av hans förslag köptes till Liljevalchs konsthall 1916. Han debuterade separat när han var i 60-årsåldern efter anmodan från flera konstnärskolleger och gallerier. Debututfällningen ägde rum på Färg och Form 1949, där han senare ställde ut tillsammans med Sture Svensson 1952. Han medverkade i Stockholms stadsmuseums utställning Målare på Smedsudden 1952, Riksförbundet för bildande konsts vandringsutställning på samma tema 1951–1952, utställningen Vigselrummet på Skånska konstmuseum i Lund 1956 och Nationalmuseums vandringsutställning Konstnären och hans konst 1958.
Han målade figurkompositioner, stadsmotiv från Stockholm och landskap från omgivningarna.

## Offentlig utsmyckning
Bland hans offentliga arbeten märks:
- stuckaturreliefer för Bonnierhuset mot Luntmakargatan i Stockholm.
- Svenska tändsticksaktiebolagets byggnad i Warszawa.
- en vapensköld för huvudingången till stadshuset i Sundbyberg med Sundbybergs kommunvapens blasonering: I silversköld en röd bjälke belagd med en åska av samma metall åtföljd av trenne röda kugghjul två över och ett under".
- invändiga dekorationer i Bruno Liljefors jaktstuga vid Rävängen på Bullerön, som idag är ett museum. Ture Tideblad utförde en takmålning som gjordes under affärs- och tidningsmannen Torsten Kreugers tid och som är en illustration till en känd snapsvisa. Torsten Kreuger, bror till finansmannen Ivar Kreuger, köpte hela ön 1923 av Bruno Liljefors och då lät Kreuger även bygga ut jaktstugan.
- väggmålningar i tempera i Mariebergs kollektivhus.
- väggmålningar i en samlingssal på Trettondagsvägen i Midsommarkransen.
- figurrika temperamålningar i flera hyreshus och kontorslokaler i Stockholm.

## Representerad
Tideblad finns representerad vid
- Nationalmuseum
- Moderna museet i Stockholm[1]
- Skissernas museum i Lund